# Rheinsteg Neuhausen–Flurlingen

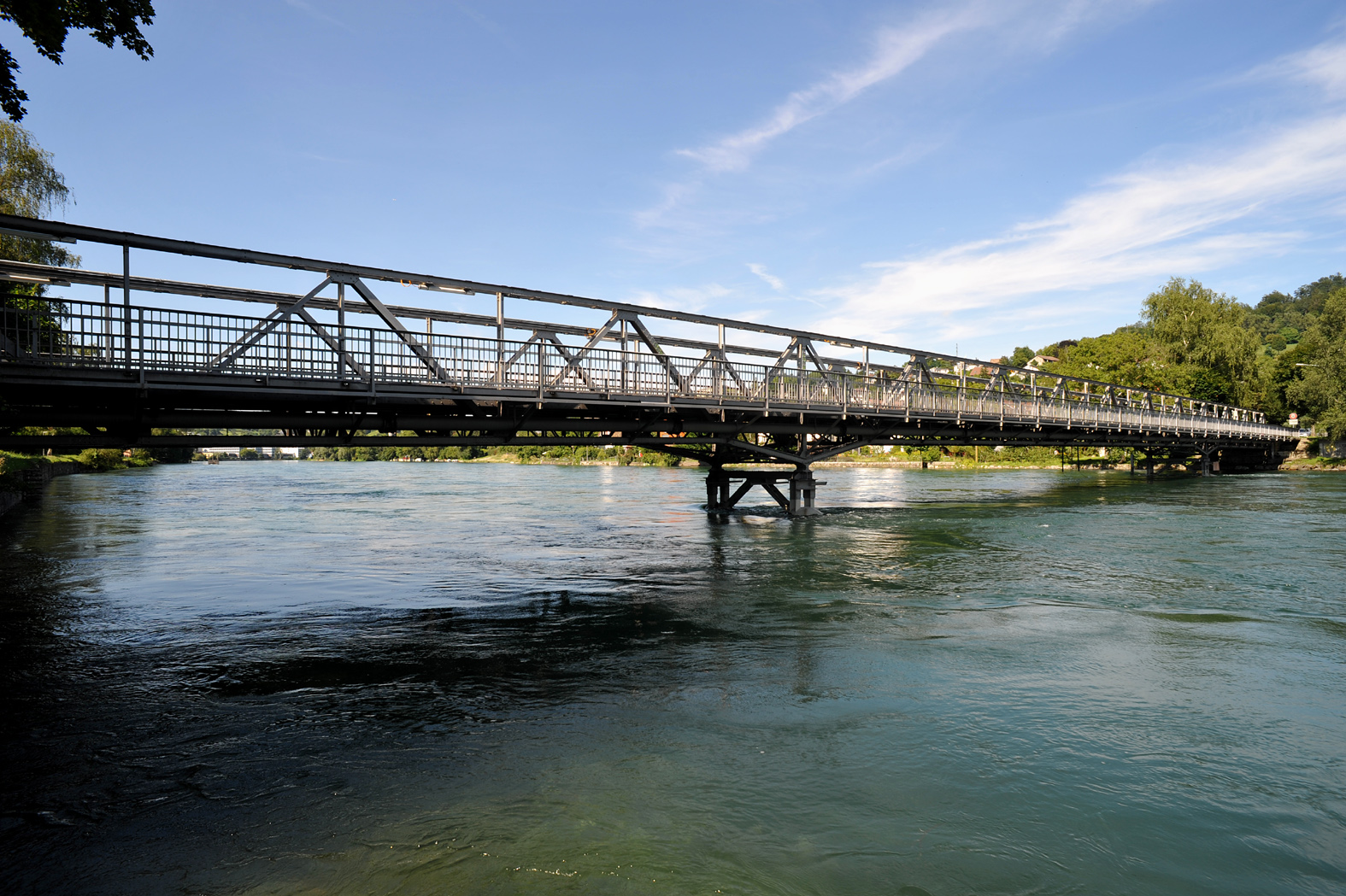
Rheinsteg Neuhausen–Flurlingen

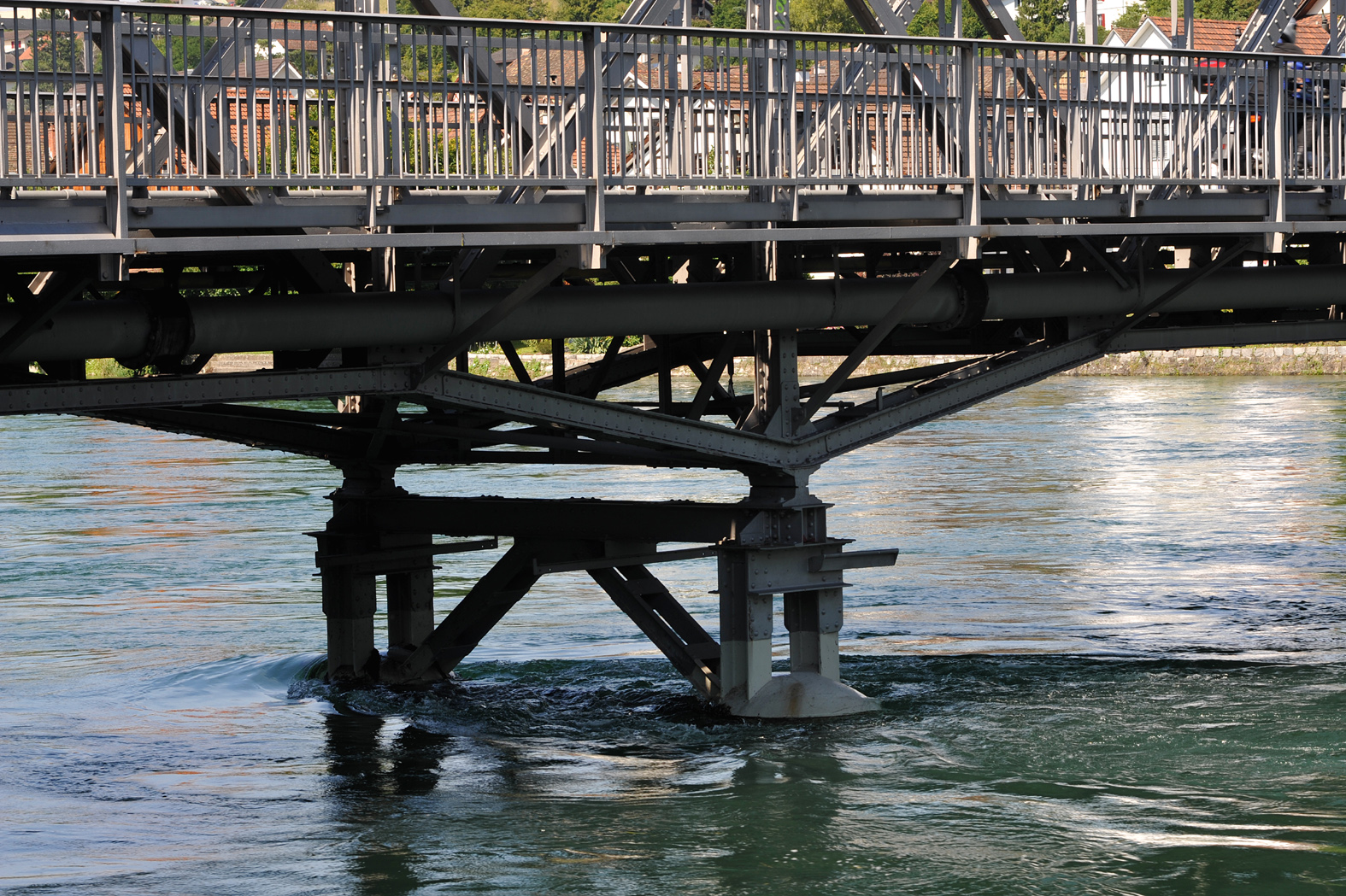
Flussjoch

Der Rheinsteg Neuhausen–Flurlingen ist eine Brücke, die in der Schweiz den Rhein bei Kilometer 46,855 überspannt und die Gemeinde Neuhausen am Rheinfall im Kanton Schaffhausen mit der Gemeinde Flurlingen im Kanton Zürich verbindet. Die Brücke weist an den Seiten einen Geh- und Radweg auf. In der Mitte ist eine einstreifige, ampelgesteuerte Fahrbahn vorhanden, die von Kraftfahrzeugen mit einem Höchstgewicht von 4 Tonnen befahren werden darf.
Das Bauwerk wurde 1921 mit einer 2,5 Meter breiten Fahrbahn und einem 1,0 Meter breiten Gehweg errichtet. Dabei trug der Kanton Zürich, der ein grösseres Interesse an dem Bauwerk hatte, 86,5 Prozent der Baukosten und übernahm 75 Prozent der Unterhaltskosten. Eine Instandsetzung wurde 1949 durchgeführt, im Jahre 1957 folgte ein Umbau des Stegs für 322'000 Franken. Es wurde die Stahlkonstruktion verstärkt, damit der Fahrstreifen auf 3,0 Meter verbreitert und beidseitig 1,45 Meter breite Gehwege auf Konsolen angeordnet werden konnten. Eine weitere Sanierung im Jahre 1992, unter anderem mit einem neuen Korrosionsschutz, kostete 630'000 Franken.
Der 99 Meter lange und 3,6 Meter hohe Brückenüberbau besitzt zwei trapezförmig ausgebildete stählerne Hauptträger und eine unten liegende Fahrbahnplatte aus Beton. Die Trapezträger weisen ein dreifeldriges Strebenfachwerk mit Pfosten auf. Der Durchlaufträger mit Stützweiten von 25,0, 49,4 und 24,6 Metern ist das Bauwerkssystem in Längsrichtung.